# Eilema proleucodes
Eilema proleucodes là một loài bướm đêm thuộc phân họ Arctiinae, họ Erebidae.